# Hynek Mušín z Hoštejna
Hynek Mušín z Hoštejna byl moravský šlechtic, pozdější stoupenec učení mistra Jana Husa. Od roku 1378 spravoval vodní tvrz Frývaldov ve funkci biskupského hejtmana, které ho kvůli jeho husitskému smýšlení v roce 1422 biskup Konrád z Olešnice zbavil. Také se v roce 1420 zúčastnil se bitvy na Vítkově.